# Barclay Island
Barclay Island är en ö i territoriet Falklandsöarna (Storbritannien). Den ligger i västra delen av ögruppen, 220 km väster om huvudstaden Stanley.